# بقلاهوراني
بقلاهوراني (باليونانيّة: Μπακλαχοράνι) وهو احتفال وكرنفال تاريخي مارسته المجتمعات المسيحية الأرثوذكسية خصوصًا من قبل المجتمع اليوناني. وقد أحتفل بالتقليد سنويًا في يوم ثلاثاء المرافع وأقيمت هذه الاحتفالات من كل عام في اليوم الذي يسبق أربعاء الرماد، وهو اليوم الأخير قبل الصوم الكبير الأرثوذكسي. في سنة 1943 حظرت الحكومة التركية احتفالات بقلاهوراني. ومع ذلك، بدأت في عام 2010 كان هناك مبادرة إحياء لتقليد بقلاهوراني.

## الكرنفال
لما يقرب من خمسة قرون، أقامت المجتمعات اليونانية المحلية في جميع أنحاء مدينة إسطنبول مهرجانات وكرنفالات في اليوم الأخير قبل الصوم الكبير حسب الطقوس المسيحية، ورافقت هذه المهرجانات مسيرات في الداخل وفي الشارع. وقد استمرت هذه الاحتفالات لأسابيع قبل فترة الصوم الكبير والذي يستمر 40 يومًا. أقيم تقليد بقلاهوراني والذي يقع يوم ثلاثاء المرافع، في اليوم الأخير من موسم الكرنفال قبل الصوم الكبير، وقد بلغ الحدث ذروته في منتصف القرن التاسع عشر وكان مركز الاحتفالات كنيسة القديس ديمتريوس في كورتولوس. خصوصًا في منطقة شيشلي المعروفة بلقب أثينا الصغرى.
بلغ الكرنفال ذروة شعبيته بعد الحرب العالمية الأولى، وخلال سنوات احتلال إسطنبول من قبل الحلفاء (1918-1922). واصلت الكرنفالات بعد إنشاء الجمهورية التركية حتى الحرب العالمية الثانية.

## الحظر والإحياء
كان تقليد بقلاهوراني واحد من أكثر المهرجانات الشهيرة التي أقيمت من قبل المسيحيين في إسطنبول حتى آخر احتفالها في عام 1941. وبعد ذلك، كان المجتمع اليوناني جنبًا إلى جنب مع المجتمعات الأخرى غير المسلمة في المدينة، كانوا عرضة للتمييز الاجتماعي والمالي. وقد حظر قانون الناس من ارتداء أقنعة مما أدى إلى نهاية الكرنفال الأصلي بقلاهوراني ي عام 1943.
في عام 2010، وبعد ما يقرب من 70 عامًا على الاحتفال القديم، تم إحياء الكرنفال التاريخي من قبل مجموعة اليونانيين الأتراك والأتراك والذين غنوا ورقصوا وطافوا في أزياء في شوارع حي شيشلي. لتكون فرصة للناس لإعادة اكتشاف الماضي متعدد الثقافات في تركيا. ونظرًا لمخاوف بشأن الأمن، أجري الاحتفال سنة 2010 على نطاق صغير دون مسبقًا الإعلانات، ولكن كان الاحتفال عام 2011 «حدث واسع النطاق».

## مواقع خارجية
- From Tatavla to Kurtulus Museum of Architecture.